# صقر قريش (شعار)
صقر قريش، هو أحد الرموز القومية العربية التي استخدمت في العديد من الدول العربية، خاصةً أن الصقور يُعد من أحد الطيور المفضلة لدى العرب بشكل عام؛ خاصةً في شبه الجزيرة العربية. وحتى الآن يُستخدم شعاراً لعدد من الدول العربية؛ وله شهرة منافسة بجانب نسر صلاح الدين.

## عُقاب وليس صقر
رغم شيوع الاسم «صقر قريش»، إلا أن الشعار يمثل طائر العُقاب، وعن معاني هذا الشعار يتحدث الدكتور والعميد المتقاعد 《أديب الشعار》 بالقول:«يتمتع العقاب بالأنفة والشجاعة وهو سيد قومه من الطيور والجوارح، مسكنه رؤوس الجبال، وقد فضّل الأجداد العقاب على النسر، لأنه لا يأكل إلا من صيده ولا يقرب الجيف، وعلى الرغم من حب العرب الشديد للصقر وتهجينهم له إلا أنهم لم يعتمدوه رمزاً لهم لما يشاع عن الصقر من عدوانية، فكان اعتماد العقاب رمزاً لأنه يمثل الشجاعة غير العدوانية».

## في شعارات النبالة

### شعارت سابقة

شعار الجمهورية السورية منذ عام 1932 حتى عام 1958 ومن عام 1957 حتى عام 1963
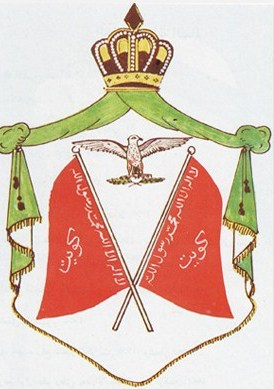
شعار الكويت منذ عام 1940 حتى عام 1972
شعار الكويت منذ عام 1956 حتى عام 1962
شعار الجمهورية السورية منذ عام 1963 حتى عام 1956
شعار اتحاد الجمهوريات العربية منذ عام 1972 حتى عام 1977
شعار اتحاد الجمهوريات العربية قطر ليبيا منذ عام 1972 حتى عام 1977
شعار جمهورية مصر العربية منذ عام 1972 حتى عام 1984
شعار الجماهيرية العربية الليبية الشعبية الاشتراكية العظمى منذ عام 1977 حتى 2011
شعار دولة ليبيا (طبرق) منذ عام 2016 حتى عام 2021
شعار الجمهورية العربية السورية منذ عام 1980 إلى 2024

### شعارات حالية

صقر قريش ضمن شعار دولة الكويت
شعار دولة الإمارات العربية المتحدة
شعار إمارة أبو ظبي
شعار إمارة دبي
شعار القيادة العامة للقوات المسلحة الليبية

### شعار تنظيمات وأحزاب

شعار الجيش الوطني السوري
شعار جيش التحرير الفلسطيني منذ عام 1964
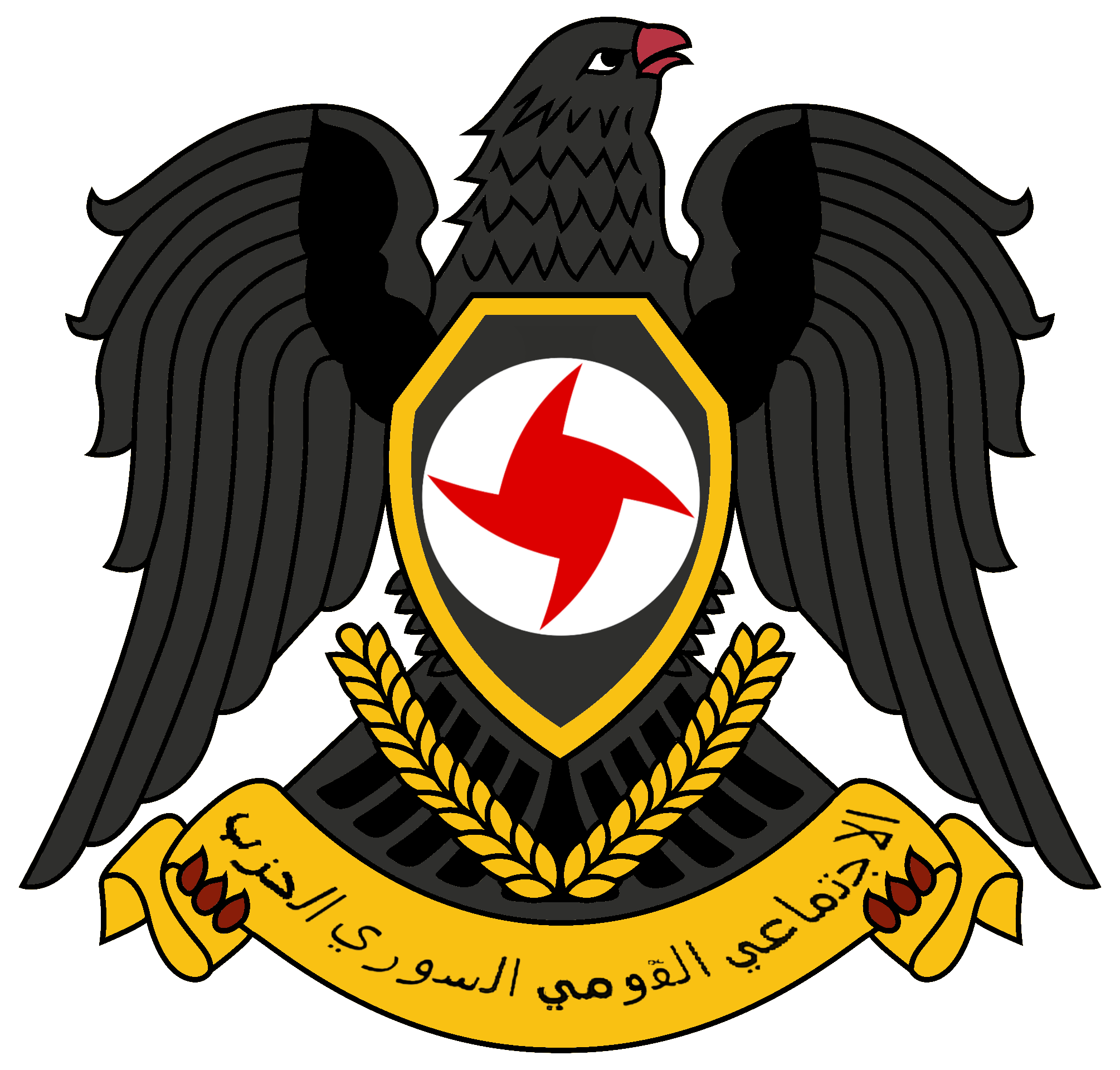
شعار الحزب القومي السوري
شعار لواء شهداء كفر صغير

### شعار رياضية

شعار منتخب الأردن لكرة القدم
شعار منتخب السعودية لكرة القدم
شعار منتخب سوريا لكرة القدم
شعار نادي الجيش السوري

## في الأعلام

العلم الرئاسي لدولة الإمارات العربية المتحدة
علم اتحاد الجمهوريات العربية، وهو نفسه كان علم الجمهورية العربية السورية بدون أي تعديلات
علم جمهورية مصر العربية ضمن اتحاد الجمهوريات العربية من عام 1972 حتى 1984
العلم الرئاسي المصري من 1972 حتى 1984
العلم الرئاسي السوري من 1972 حتى 1980